# Verwaltungsgerichtsbarkeits-Novelle 2012
Die Verwaltungsgerichtsbarkeits-Novelle 2012 ist eine der umfangreichsten Änderungen der österreichischen Bundesverfassung seit ihrem Beschluss im Jahr 1920. Als wesentlichste Neuerung dieser Novelle, die größtenteils am 1. Jänner 2014 in Kraft trat, wurde die zuvor nur einstufig organisierte Verwaltungsgerichtsbarkeit nunmehr mit dem Verwaltungsgerichtshof und den untergeordneten 11 Verwaltungsgerichten zweistufig organisiert.
Die Novelle besteht zum Teil aus als solchen gekennzeichneten Verfassungsbestimmungen, mit denen das Bundes-Verfassungsgesetz geändert bzw. ergänzt wurde, zum anderen Teil aus einfachen Gesetzesbestimmungen, mit denen Bundesgesetze an die neue Verfassungsrechtslage angepasst wurden.

## Rechtslage bis 31. Dezember 2013
Bis zum gänzlichen Inkrafttreten der Novelle wurde die Verwaltungsgerichtsbarkeit grundsätzlich nur von einer Instanz – dem Verwaltungsgerichtshof – ausgeübt. Über die Verletzung verfassungsmäßig gewährleisteter Rechte durch einen Bescheid entschied jedoch der Verfassungsgerichtshof (Sonderverwaltungsgerichtsbarkeit). Bevor Verfassungsgerichtshof und Verwaltungsgerichtshof angerufen werden konnten, musste der administrative Instanzenzug durchlaufen worden sein, d. h., es mussten alle im Verwaltungsverfahren gegebenen Berufungs- bzw. Einspruchsmöglichkeiten ausgeschöpft gewesen sein.
Über Berufungen bzw. Einsprüche entschieden zumeist die übergeordneten Verwaltungsbehörden. Für bestimmte Fälle hatte der Bundes- bzw. der Landesgesetzgeber unabhängige Einrichtungen wie den Unabhängigen Verwaltungssenat, den Unabhängigen Finanzsenat, Kollegialbehörden mit richterlichem Einschlag oder sonstige weisungsfreie Sonderbehörden als Berufungsinstanz bestimmt. In diesen Einrichtungen waren die Entscheidungsträger zwar weisungsfrei gestellt; da sie vor oder nach dieser Tätigkeit aber zumeist in der Verwaltung tätig waren, war ihre tatsächliche völlige Unabhängigkeit zu bezweifeln. Vor diesem Hintergrund war nicht zuletzt auch umstritten, ob Österreich den grundrechtlichen Verpflichtungen aus Art. 6 der Europäischen Menschenrechtskonvention sowie aus Art. 47 der Charta der Grundrechte der Europäischen Union ausreichend nachkam.

## Rechtslage seit 1. Jänner 2014
Mit der Novelle 2012 wurde der administrative Instanzenzug (mit Ausnahme des eigenen Wirkungsbereichs der Gemeinden) abgeschafft. Bescheide sowie Akte unmittelbarer behördlicher Befehls- und Zwangsgewalt können nunmehr unmittelbar bei den Verwaltungsgerichten angefochten werden. Die Verwaltungsgerichtsbarkeit wurde dazu zweistufig organisiert.
Als Verwaltungsgerichte erster Instanz wurden eingerichtet:
- für Angelegenheiten der Landesverwaltung, der mittelbaren Bundesverwaltung und der sonstigen nicht zur unmittelbaren Bundesverwaltung gehörenden Angelegenheiten (z. B. Angelegenheiten der Selbstverwaltungskörperschaften) in jedem Bundesland ein Landesverwaltungsgericht (die Organisation des Gerichts bestimmt ein Landesgesetz)
- für vom Bund selbst in unmittelbarer Bundesverwaltung besorgte Angelegenheiten ein (allgemeines) Bundesverwaltungsgericht und ein Bundesfinanzgericht (die Organisation dieser beiden Gerichte ist durch Bundesgesetz festgelegt)

Gegen die Entscheidungen der Verwaltungsgerichte erster Instanz besteht die Möglichkeit der Revision an den Verwaltungsgerichtshof.
Im Rahmen der Verwaltungsgerichtsbarkeits-Novelle 2012 ist die Beibehaltung der Sonderverwaltungsgerichtsbarkeit vorgesehen, diese soll jedoch gegenüber den Verwaltungsgerichten erster Instanz ausgeübt werden: Gegen Erkenntnisse der Verwaltungsgerichte erster Instanz kann – neben der Möglichkeit der Revision – eine Beschwerde an den Verfassungsgerichtshof eingelegt werden. Wie bisher entscheidet der Verfassungsgerichtshof vor dem Verwaltungsgerichtshof; sieht er verfassungsgemäß gewährleistete Rechte nicht verletzt, kann er die Beschwerde dem Verwaltungsgerichtshof zur Entscheidung abtreten.

Gerichtsbarkeit in Österreich ab 1. Jänner 2014

Mit der Neufassung von Art. 94 Abs. 2 B-VG durch die Verwaltungsgerichtsbarkeits-Novelle 2012 wird erstmals die Möglichkeit eröffnet, in Ausnahmefällen einen Instanzenzug von einer Verwaltungsbehörde an die ordentlichen Gerichte vorzusehen. Soweit von dieser Möglichkeit Gebrauch gemacht wird, ist eine Beschwerde an die Verwaltungsgerichte nicht möglich.

## Weitere Änderungen
Die Novelle enthält diverse Anpassungen des Bundes-Verfassungsgesetzes (z. B. zur Abgrenzung und zum Zusammenwirken von Verfassungs- und Verwaltungsgerichtshof) und anderer Gesetze an die neue, zweistufige Verwaltungsgerichtsbarkeit. Sie zählt 13 Verfassungsgesetze bzw. Verfassungsbestimmungen in einfachen Gesetzen auf, die am 1. Jänner 2014 außer Kraft traten.
Ferner sieht die Verwaltungsgerichtsbarkeits-Novelle 2012 die Streichung des der Bundesregierung zukommenden suspensiven (aufschiebenden) Vetorechts gegen Gesetzesbeschlüsse der Landtage mit Wirkung ab 1. Juli 2012 vor. Diese Regelung entsprach dem in der Bundesgesetzgebung dem Bundesrat gegenüber den meisten Beschlüssen des Nationalrates zukommende Vetorecht.
Ferner ordnet die Verwaltungsgerichtsbarkeits-Novelle 2012 an, dass eine Reihe von unabhängigen Verwaltungsbehörden – deren Aufgaben durch die Verwaltungsgerichte übernommen werden – mit 1. Jänner 2014 aufgelöst werden, ohne dass dies eines weiteren Umsetzungsgesetzes bedürfte. Obwohl die Erläuterungen der Regierungsvorlage behaupten, dass Aufgaben der Behörden auf die Verwaltungsgerichte übergehen, musste ein Teil der Behörden durch Gesetz neuerlich eingerichtet werden, da die betreffenden Behörden auch Aufgaben wahrzunehmen haben, die aufgrund der Vorgaben der Verwaltungsgerichtsbarkeits-Novelle 2012 nicht auf die Verwaltungsgerichte übertragen werden konnten. So wurde etwa die Wiedereinrichtung der Datenschutzkommission als Datenschutzbehörde, der Schienen-Control-Kommission und des Urheberrechtssenates beschlossen. Die Aufgaben vieler anderer Behörden, wie die in zweiter Instanz zuständigen Disziplinarbehörden diverser Kammern (z. B. Ärztekammern), die Landesagrarsenate, der Oberste Agrarsenat, der Unabhängige Umweltsenat und die Vergabekontrollsenate in den Ländern Wien und Salzburg, werden tatsächlich von den Verwaltungsgerichten wahrgenommen. In einzelnen Fällen sind die Aufgaben von weisungsfreien Behörden, wie dem Obersten Patent- und Markensenat oder den Vollzugssenaten, auf die ordentlichen Gerichte übergegangen.

## Vorarbeiten und Geschichte
Der Verwaltungsgerichtsbarkeits-Novelle 2012 sind jahrzehntelange Vorarbeiten vorausgegangen. 1988 wurde mit der Schaffung der Unabhängigen Verwaltungssenate ein Teilschritt in Richtung der Schaffung einer zweistufigen Verwaltungsgerichtsbarkeit vorweggenommen. Ein Gesetzentwurf zur Schaffung einer zweistufigen Verwaltungsgerichtsbarkeit wurde 2008 vorgelegt, damals wurde jedoch nur die Schaffung des Asylgerichtshofs als besonderes Verwaltungsgericht – beschränkt auf Asylangelegenheiten – umgesetzt (der Asylgerichtshof wurde am 1. Jänner 2014 zum Bundesverwaltungsgericht).
Das gegenständliche Gesetz wurde vom Nationalrat am 15. Mai 2012 einstimmig beschlossen. Der Bundesrat stimmte am 31. Mai 2012 zu. Das vom Bundespräsidenten unterzeichnete und vom Bundeskanzler gegengezeichnete Gesetz wurde am 5. Juni 2012 im Bundesgesetzblatt für die Republik Österreich kundgemacht: BGBl. I Nr. 51/2012.